# Saint-Just-Malmont
Saint-Just-Malmont är en kommun i departementet Haute-Loire i regionen Auvergne-Rhône-Alpes i centrala Frankrike. Kommunen ligger i kantonen Saint-Didier-en-Velay som tillhör arrondissementet Yssingeaux. År 2022 hade Saint-Just-Malmont 4 220 invånare.

## Befolkningsutveckling
Antalet invånare i kommunen Saint-Just-Malmont
| Referens: INSEE |